# Zhang Jingfu
Zhang Jingfu (chinesisch 張勁夫 / 张劲夫, Pinyin Zhāng Jìngfū; * 6. Juni 1914 in Feidong; †  31. Juli 2015 in Peking) war ein chinesischer Lehrer und Politiker der Kommunistischen Partei Chinas.

## Leben
Zhang entstammte einer bäuerlichen Familie aus dem Kreis Feidong. Er besuchte die Nanjing Xiaozhuang Schule und wurde 1932 Lehrer an der Dachangshan Haigong Schule. 1935 wurde er Mitglied der Kommunistischen Partei Chinas. Zu Beginn des Zweiten Japanisch-Chinesischen Krieges von Shanghai nach Wuhan.
Von Januar 1975 bis August 1979 war er Finanzminister der Volksrepublik China. Zhang war von 1980 bis 1982 als Nachfolger von Wan Li Gouverneur der Provinz Anhui. Ihm folgte im Amt als Gouverneur Zhou Zijian. 
Er war mit Hu Xiaofeng verheiratet und hatte zwei Söhne. Sein Sohn Zhang Mao heiratete die Tochter des ehemaligen chinesischen Vizepräsidenten Gu Mu und wurde Minister für Industrie und Handel in der Volksrepublik China.